# Gustave Deleau
Gustave Deleau (ur. 18 września 1909 w Bruay-en-Artois, obecnie część Bruay-la-Buissière, zm. 10 stycznia 1999) – francuski polityk, działacz gospodarczy i przedsiębiorca, poseł do Parlamentu Europejskiego I kadencji.

## Życiorys
Był dyrektorem przedsiębiorstwa, kierował zrzeszeniem hotelarzy w Pas-de-Calais oraz izbą handlowo-przemysłową w Béthune-Lens. Przez wiele lat związany z organizacją małych i średnich firm Confédération générale des petites et moyennes entreprises, objął funkcję członka jej władz. Został też wiceprezesem europejskiego zrzeszenia takich przedsiębiorstw. Należał do Rady Ekonomicznej i Społecznej, państwowego organu doradczego.
Zaangażował się w działalność polityczną w Partii Radykalnej m.in. jako szef w departamencie, później przeszedł do Zgromadzenia na rzecz Republiki. Był zastępcą mera Théoule-sur-Mer. W 1979 wybrano go posłem do Parlamentu Europejskiego. Przystąpił do Europejskich Progresywnych Demokratów, został wiceprzewodniczącym Komisji ds. Gospodarczych i Walutowych.